# Спас-Каменский сельсовет
Спас-Каменский сельсовет — упразднённая административно-территориальная единица, существовавшая на территории Московской губернии и Московской области в 1923—1959 и 1963 годах.
Спас-Каменский сельсовет был образован в 1923 году в составе Деденевской волости Дмитровского уезда Московской губернии.
По данным 1926 года в состав сельсовета входили село Спас-Каменка, деревни Базарово, Ермолино, Тефаново и Хорошилово, а также совхоз «Ермолино» и Власьевская лесная сторожка.
В 1929 году Спас-Каменский с/с был отнесён к Дмитровскому району Московского округа Московской области.
27 февраля 1935 года Спас-Каменский с/с был передан в Коммунистический район.
4 января 1939 года Спас-Каменский с/с был возвращён в Дмитровский район.
8 августа 1959 года Спас-Каменский с/с был упразднён. При этом все его селения — Спас-Каменка, Базарово, Ермолино, посёлок Ермолино, Тефаново, Хорошилово, посёлки базы ВИЗР и ДЭУ-25 и дома МОГЭС были переданы в административное подчинение рабочему посёлку Икша.
27 апреля 1963 года Спас-Каменский с/с был восстановлен в составе Дмитровского сельского района путём выделения из территории, подчинённой р.п. Икша. В состав сельсовета вошли селения Спас-Каменка, Базарово, Ермолино, посёлок Ермолино, Тефаново и Хорошилово. Центром сельсовета стал посёлок Ермолино.
31 августа 1963 года Спас-Каменский с/с вновь был упразднён, а его населённые пункты переданы в Белорастовский с/с.